# Смешные люди!
«Смешные люди!» — советский художественный фильм Михаила Швейцера, снятый по мотивам ранних рассказов А. П. Чехова в 1977 году.
Ранее Швейцер снял ещё один фильм по рассказам А. П. Чехова — «Карусель». В нём действовали другие персонажи, но стилистика была похожей, и потому некоторые[кто?] объединяют оба этих фильма в дилогию.

## Сюжет
В фильме переплетаются сюжетные линии и герои рассказов «Певчие», «Невидимые миру слёзы», «Разговор человека с собакой», «В цирюльне», «Злоумышленник», «В бане», «Толстый и тонкий», «Ушла».
Зритель попадает на репетиции необычного церковного хора провинциального городка Полторацка и знакомится с разнообразными трагикомичными историями певчих из разных сословий дореволюционной России.

## В ролях
- Евгений Леонов — Алексей Алексеевич, регент хора
- Владимир Басов — дьякон Евлампий Авдиесов
- Олег Басилашвили — Фёдор Акимович Ребротесов, хорист — следователь
- Леонид Куравлёв — Денис Григорьев, арестованный хорист
- Валерий Золотухин — Макар Кузьмич Блёсткин, хорист — цирюльник
- Евгений Перов — Эраст Иванович Ягодов, хорист — крёстный Макарушки
- Владислав Стржельчик — Пьер, адвокат-взяточник
- Елена Соловей — жена Пьера
- Виктор Сергачёв — Михаил Иванович, граф
- Вячеслав Невинный — Василий Михайлович, приятель графа
- Юрий Волынцев — Алексей Иванович Романсов, хорист, укушенный собакой
- Авангард Леонтьев — святой отец Кузьма
- Борис Новиков — Пружина-Пружинский, хорист — чиновник
- Алексей Зайцев — Михайло, массажист в бане
- Наталья Гундарева — Марья Петровна, жена следователя
- Виктор Павлов — человек, которому отрезало ногу
- Юрий Катин-Ярцев — чиновник, встречающий графа
- Альберт Филозов — Иван Иванович, человек на фотографиях

## Съёмочная группа
- Сценарий и постановка — Михаила Швейцера
- Режиссёр — Софья Милькина
- Оператор-постановщик — Михаил Агранович
- Художник-постановщик — Абрам Фрейдин
- Композитор — Исаак Шварц
- Звукооператор — Ян Потоцкий
- Дирижёр — Эмин Хачатурян